# Ulises Humala
Ulises Humala Tasso (Lima, 2 de marzo de 1959) es un ingeniero económico y político peruano. En 2006 postuló a la Presidencia de la República como candidato del partido Avanza País.

## Biografía
Hijo del ayacuchano Isaac Humala Núñez y la peruana-italiana Elena Tasso de Humala. También es el hermano mayor de Ollanta Humala, expresidente del Perú y de Antauro Humala, líder del Movimiento Etnocacerista, quien le nombró su representante para los comicios de 2006.
Estudió Ingeniería económica en la Universidad Nacional de Ingeniería, además cuenta con una maestría en estudios de sociedades latinoamericanas por parte de la Universidad Sorbona Nueva-París 3 y un doctorado en ciencias políticas y relaciones internacionales por parte de la Universidad Ricardo Palma.

## Vida política
Participó en las elecciones generales de Perú de 2006 como candidato a la presidencia del Perú por el partido Avanza País, obteniendo un número muy escaso de votos, inferior al 0,5%.
Ulises es de carácter nacionalista como su hermano Ollanta pero afirma ser "más radical".

## Publicaciones
- Subdesarrollo o Camino al Colapso: Desarrollo del subdesarrollo en el Perú (1985).
- Empleo y microempresa en Lima metropolitana: Entre el desempleo y la sobrevivencia (2002).